# Georges Ier de Poméranie
Pour les articles homonymes, voir Georges Ier.
Georges Ier de Poméranie (né le 11 avril 1493; † dans la nuit du 9 au 10 mai 1531  à Szczecin) est un duc de la Maison de Greifen.

## Biographie
Georges est le fils aîné du duc Bogusław X de Poméranie et de sa seconde épouse Anne Jagellon, fille de Casimir IV Jagellon. Il hérite son nom de son oncle et parrain, le duc de Saxe Georges de Saxe, qui a épousé la plus jeune sœur de la mère de Georges. Georges fait un long séjour chez son parrain en Saxe, lequel lui demeure très attaché. Très tôt, Georges est associé par son père aux affaires du duché. Dès 1520 il est présent à la cour de l'empereur Charles Quint et prend part à la Diète de Worms en 1521 et à celle de 1523 à Nuremberg.
Georges poursuit d'abord la politique de son père, ne négligeant aucune occasion de restreindre les prétentions des bourgeois et de la noblesse. En cela il prend ses distances avec les liens de vassalité vis-à-vis du Brandebourg. Porté au trône comme co-régent avec son frère Barnim IX, il manifeste bientôt de l'intérêt pour la Réforme, mais demeure personnellement toujours fidèle à la foi catholique.
Lorsqu'en 1524 un affrontement militaire s'annonce avec le Brandebourg, Georges se hâte de conclure une alliance avec le roi Sigismond Ier, dirigée contre le Brandebourg, Albert de Prusse et les autres partisans de la Réforme. Il ne parvient toutefois pas à mettre un terme aux poussées réformatrices dans son duché : tout au plus peut-il en contenir les effets.
À l'issue de la Diète de Spire, il essaie en 1526 de se rapprocher du Brandebourg, mais les prétentions du Brandebourg et l'opposition des chambres souveraines de Poméranie font traîner les négociations jusqu'en 1529. Dans l'intervalle, de nouvelles menaces de conflit naissent. Pourtant, le 26 août 1529, l'intercession des ducs de Brunswick Éric Ier de Brunswick-Calenberg-Göttingen et Henri II de Brunswick-Wolfenbüttel auprès de l’électeur Joachim Ier de Brandebourg permet d'aboutir à un compromis, le Traité de Grimnitz. Georges doit épouser la fille de Joachim, Marguerite de Brandebourg et obtient par là du Brandebourg la reconnaissance de son immédiateté impériale. Et c'est ainsi que le 26 juillet 1530, lors de la Diète d'Augsbourg, Georges et Barnim IX sont sacrés ducs de Poméranie par Charles Quint.
Mais en politique intérieure, la conclusion du Traité de Grimnitz entraîne un conflit avec Barnim IX, qui doit partager le pouvoir. La majorité des chambres souveraines y sont d'ailleurs favorables, car elles craignent que l'abstention du Brandebourg négociée par Georges ne lui permette de reprendre la lutte contre les dissidents religieux, tout en caressant l'espoir d'arracher à Barnim davantage de concessions politiques. La mort de Georges bouleverse toutefois la donne politique, dans la mesure où son fils Philippe Ier peut se déclarer pour la Réforme ; mais cela n'empêche pas la partition entre Poméranie-Wolgast et Poméranie-Szczecin.

## Unions et descendances
Georges Ier se marie à deux reprises. Il épouse en 1513 en premières noces Amélie du Palatinat (en) (1490–1525), fille de l’électeur Philippe Ier du Palatinat et de Marguerite de Bavière, qui lui donne :
- Boguslaw XI (1514–1514)
- Philippe Ier (1515–1560)
- Marguerite (1518-1569) ∞ Ernest III (IV) de Brunswick-Grubenhagen

Georges Ier épouse en 1530 en secondes noces Marguerite de Brandebourg, fille de l’électeur Joachim de Brandebourg et d’Élisabeth de Danemark. Ils ont une fille :
- Georgia (1531–1574) ∞ Stanislas Latalski comte de Labichine